# Thanasīs Papageōrgiou
Thanasīs Papageōrgiou (in greco Θανάσης Παπαγεωργίου?; Larissa, 9 maggio 1987) è un calciatore greco, difensore svincolato.

## Carriera
Ha giocato nella prima divisione greca.

## Palmarès

### Club

#### Competizioni nazionali
- Souper Ligka Ellada 2: 1

Larissa: 2024-2025 (girone A)